# توني فيلهينا
توني إيميليو تريندادي دي فيلهينا (بالهولندية: Tonny Emilio Trindade de Vilhena) وهو لاعب كُرَة قَدَم هولندي في مركز الوسط ولد في يوم 3 يناير 1995 في بلدة ماسلاوس في هولندا ولعب مع منتخب هولندا تحت 21 سنة ويبلغ طوله 175 سم، وهو من أصل أنغولي.

## روابط خارجية
- توني فيلهينا على موقع الاتحاد الدولي (مؤرشف)  (الإنجليزية)
- توني فيلهينا على موقع الاتحاد الأوربي (الإنجليزية)
- توني فيلهينا على موقع قاعدة بيانات كرة القدم.إي يو (الإنجليزية)
- توني فيلهينا على موقع بيانات كرة القدم. دي إي (الألمانية)
- توني فيلهينا على موقع ناشيونال فوتبول تيمز (الإنجليزية)
- توني فيلهينا على موقع Soccerbase.com (لاعب) (الإنجليزية)
- توني فيلهينا على موقع Soccerway.com (الإنجليزية)
- توني فيلهينا على موقع عالم كرة القدم.نت (الإنجليزية)
- توني فيلهينا على موقع AS.com (الإسبانية)